# Bois de Grand Champs
Le bois de Grand Champs est un petit bois, classé ZNIEFF de type I, situé entre les communes de Attignat et Viriat dans le département de l'Ain.

## Statut
Le site est classé zone naturelle d'intérêt écologique, faunistique et floristique de type I 

## Description
Ce petit bois est situé à proximité de l'autoroute A39.

## Faune
Le site compte une petite population de sonneurs à ventre jaune. Ce batracien protégé, affectionne les sous-bois humides, sa survie est conditionnée au maintien des points d'eau stagnante, mares et dépressions inondées.